# 网罟座εb
网罟座εb，有时也被称为网罟座εAb以区别于该联星系统——即HD 27442中的白矮星伴星网罟座εB，是一颗位于网罟座的系外行星。该行星于2000年12月16日由英澳行星搜寻计划团队使用视向速度法所发现。其质量至少比木星大56%，更精确的质量值则需在得知其轨道倾角之后才能推算得出。
该行星的轨道距离其母星较近，而其轨道离心率则为地球的两倍。该行星是一颗气体巨星，但是并不能就此排除其上可能存在生命的可能性。不过它在近日点处所接收的热量要比地球多16倍，这个因素可能会令该行星大气层内或可能分布于其希尔球内的任何大型卫星（尚无法使用现今技术探测到）上存在生命的希望十分渺茫。